# Matsorträsket
Matsorträsket är en sjö i Sorsele kommun i Lappland och ingår i Umeälvens huvudavrinningsområde. Sjön har en area på 1,8 kvadratkilometer och ligger 428 meter över havet. Sjön avvattnas av vattendraget Dergabäcken (Rakkobäcken).

## Delavrinningsområde
Matsorträsket ingår i det delavrinningsområde (726900-155605) som SMHI kallar för Utloppet av Matsorträsket. Medelhöjden är 449 meter över havet och ytan är 7,55 kvadratkilometer. Räknas de 9 avrinningsområdena uppströms in blir den ackumulerade arean 194,01 kvadratkilometer. Dergabäcken (Rakkobäcken) som avvattnar avrinningsområdet har biflödesordning 3, vilket innebär att vattnet flödar genom totalt 3 vattendrag innan det når havet efter 307 kilometer. Avrinningsområdet består mestadels av skog (72 procent). Avrinningsområdet har 1,94 kvadratkilometer vattenytor vilket ger det en sjöprocent på 25,6 procent.